# Lonquimay (vulcão)

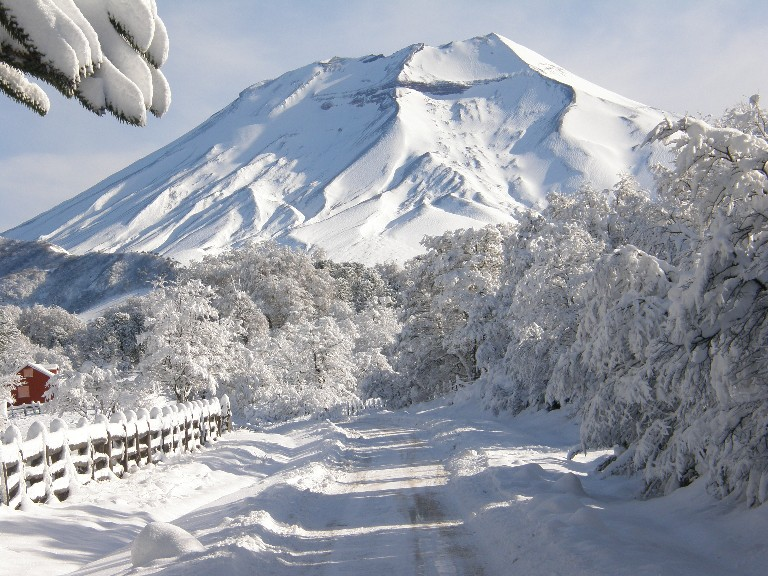
Vista do vulcão Lonquimay.

Lonquimay é um vulcão com altitude de 2 865 metros, localizado na Cordilheira dos Andes, próximo a Malalcahuello, no Chile.
Sua formação ocorreu no pleistoceno e trata-se de um vulcão do tipo estratovulcão, formado principalmente por andesito e rochas basalticas.
Sua última erupção ocorreu em 1988, perdurando até 1990.